# L.A. Confidential
L.A. Confidential (en Hispanoamérica, Los Ángeles al desnudo) es una película estadounidense de suspense neo-noir de 1997, dirigida por Curtis Hanson, y escrita por Hanson y Brian Helgeland, basándose en la novela homónima de James Ellroy. La cinta fue protagonizada por Guy Pearce, Kevin Spacey y Russell Crowe como los detectives principales, Kim Basinger como una prostituta, James Cromwell como el jefe de detectives y por último, Danny DeVito como el editor de una revista amarillista y de chismes. 
La película fue muy aplaudida en su tiempo por mezclar exitosamente varios elementos del género y por tener una trama muy bien diseñada, llena de subtramas que se entretejen para dar lugar a la principal, sin perder el toque de suspense, acción y drama. Los eslóganes promocionales fueron "Everything is suspect...everyone is for sale...and nothing is what it seems" y "Off the record, on the QT, and very hush-hush..." La cinta participó en la selección oficial del Festival de Cine de Cannes de 1997.

## Argumento
En la sede de la policía de Los Ángeles de los años 50, el agente Ed Exley es un hombre que cree ciegamente en la justicia y no le importa arruinar la vida de los otros policías si es que hicieron algo incorrecto. Esto le gana el odio de la mayoría del Departamento. Bud White es una bestia en lo que al trabajo se refiere y que tiene una obsesión con salvar mujeres; y Jack Vincennes, detective de Narcóticos, es la estrella en un programa de chismes liderado por Sid Hudgens, hasta que es suspendido y trasladado a Antivicios. 
El quiebre se da cuando en una noche los empleados y clientes de un café, el Nite Owl, son asesinados a sangre fría y se descubre que uno de los clientes era el agente de policía Richard Stensland, el compañero de trabajo de Bud. Por ello los tres detectives se ponen a investigar junto a otros. Lo que al principio se muestra como un simple robo que se complicó, cometido por tres afroamericanos, que luego murieron en un tiroteo, se revela como una red de engaños y traiciones dentro de la misma fuerza policíaca. Mientras investigan el caso, entran también a colación una prostituta, un policía expulsado de la Fuerza y unos criminales. 
Finalmente se descubre que el hombre detrás del crimen está en la más alta esfera de la justicia de la ciudad y que tiene un ejército de policías corruptos a sus órdenes, entre ellos el asesinado Stensland. Ese hombre es el capitán Dudley Smith, jefe del Departamento de Homicidios. También descubren que controla el crimen organizado en la ciudad y que cometió el crimen porque Stensland le había robado 12 kilos de heroína y quería recuperarlos para luego incriminar a los tres afroamericanos y matarlos para salirse con la suya. Por lo tanto no sólo tienen que resolver el caso sino también salvar sus vidas.
Mientras tanto Smith se entera de los que hacen y decide matarlos para salvarse. Primero mata a Jack Vincennes, y luego intenta matar a los otros dos, atrayéndolos a una trampa. Sin embargo se dan a cuenta a tiempo de lo que ocurre y pueden así defenderse, y acabar con su ejército de policías a duras penas. Luego tienen que enfrentarse a él, cuando interviene en el combate al darse cuenta de que sus hombres habían perdido. Consigue herir gravemente a Bud y durante el enfrentamiento con Exley, Dudley confiesa sus crímenes ante él antes de que Exley lo mate. 
Después, cuando las autoridades se enteran de todo lo ocurrido a través de Exley, ellos deciden tapar lo que hizo Dudley para proteger la imagen de la policía de Los Ángeles. Ascienden para ello a Exley y lo convierten en un héroe al igual que Dudley de forma póstuma, y dan al maltrecho Bud White una pensión y la posibilidad de irse de Los Ángeles a Arizona con Lynn Bracken, la prostituta con la que se colaron y de la que se habían enamorado Bud y Exley, y que también les ayudó en el caso. Antes de irse al retiro, Exley, que respete la decisión de Lynn de irse con Bud por haber venido antes que él, se despide de ellos con pesar y viceversa.

## Reparto
- Russell Crowe como el agente Wendell "Bud" White.
- Guy Pearce como el detective teniente Edmund Jennings "Ed" Exley.
- Kevin Spacey como el detective sargento Jack Vincennes.
- Kim Basinger como Lynn Bracken.
- James Cromwell como el capitán Dudley Liam Smith.
- Danny DeVito como Sid Hudgens.
- David Strathairn como Pierce Morehouse Patchett.
- Ron Rifkin como el fiscal de distrito Ellis Loew.
- Graham Beckel como el detective Richard Alex "Dick" Stensland.
- Paul Guilfoyle como Meyer Harris "Mickey" Cohen.
- Matt McCoy como Brett Chase.
- Paolo Seganti: Johnny Stompanato.
- Simon Baker como Matt Reynolds.
- Marisol Padilla Sánchez como Inez Soto.
- Brenda Bakke como Lana Turner.

## Producción

### Desarrollo
Ellroy vendió a Warner Bros. los derechos para hacer la película incluso antes de ser publicado su libro en 1990. Luego, una vez que el productor Curtis Hanson y el guionista Brian Helgeland, ambos fanes de los libros de Ellroy, se unieron para llevar adelante la película, las cosas empezasron a marchar bien, ya que, influenciados por esa actitud, tenían ideas parecidas respecto al como hacer el guion para la obra cinematográfica, que luego llevaron a cabo y perfeccionaron en los siguientes dos años.

### Casting
Una vez preparado el guion, se tomó la decisión de no contratar a a conocidos actores para los papeles principales para que no hubiese nociones preconcebidas sobre los protagonistas de la película. Por ello se eligió a los actores pocp conocidos Rusell Crowe y Guy Pearce para hacer los papeles de Bud White y Edmund Exley respectivamente. También cabe destacar que al principio Anjelica Huston y Julia Louis-Dreyfus fueron miradas como candidatas para interpretar a Lynn. Sin embargo ninguna de ellas aceptó. De esa manera el papel lo obtuvo más tarde Kim Basinger aunque hay que añadir que ella lo rechazó tres veces antes de finalmente aceptarlo. En cuanto a Kevin Spacey, Hanson siempre lo quiso para el papel de Jack Vincennes y lo consiguió sin resistencias al respecto.

### Preproducción
Antes de filmar, Guy Pearce y Russell Crowe fueron enviados por Hanson a Los Ángeles dos meses antes de comenzar el rodaje para que conociesen la ciudad, su cultura y para prepararlos para que pudiesen interpretar el papel de policías de esa ciudad. Adicionalmente Pearce se miró vídeos de entrenamiento para policías de los años 50 para prepararse así para su papel.

### Rodaje
Una vez preparado todo, se filmó la película exclusivamente en Los Ángeles en docenas de diferentes localidades reales de esa ciudad, de las cuales algunas ya no se usan hoy en día pero que se usaron entonces. Incluso se utilizó una localización que estuvo cerca de ser demolido. Todo ese rodaje ocurrió entre el 6 de mayo de 1996 y el 22 de agosto de 1996.

## Recepción
La película fue estrenada el 19 de septiembre de 1997 y fue mostrada por primera vez en España el 7 de noviembre de 1997. Fue un éxito taquillero. Según Espinof, la película fue una de los mejores películas que dejó la década de los noventa y que renovó el cine negro. El País calificó a la película como un filme que ha sabido "recuperar el sabor de los clásicos del género, con magníficos personajes y una perfecta narración".
En 2015, la película fue considerada «cultural, histórica y estéticamente significativa» por la Biblioteca del Congreso de Estados Unidos. Por ello fue seleccionada para su preservación en el National Film Registry.

## Premios y candidaturas
| Año  | Premio                                             | Categoría                                             | Resultado |
| ---- | -------------------------------------------------- | ----------------------------------------------------- | --------- |
| 1997 | Festival Internacional de Cine de Toronto          | Metro media award                                     | Ganadora  |
| 1997 | Boston Society of Film Critics                     | Mejor película                                        | Ganadora  |
| 1997 | Boston Society of Film Critics                     | Mejor director                                        | Ganadora  |
| 1997 | Boston Society of Film Critics                     | Mejor guion                                           | Ganadora  |
| 1997 | Boston Society of Film Critics                     | Mejor actor de reparto (Kevin Spacey)                 | Ganador   |
| 1997 | Society of Texas Film Critics                      | Mejor guion adaptado                                  | Ganadora  |
| 1998 | New York Film Critics Circle                       | Mejor película                                        | Ganadora  |
| 1998 | New York Film Critics Circle                       | Mejor director                                        | Ganadora  |
| 1998 | New York Film Critics Circle                       | Mejor guion                                           | Ganadora  |
| 1998 | Premios Sierra                                     | Mejor guion                                           | Ganadora  |
| 1998 | Online Film Critics Society                        | mejor película                                        | Ganadora  |
| 1998 | Online Film Critics Society                        | Mejor director                                        | Candidata |
| 1998 | Online Film Critics Society                        | Mejor guion                                           | Ganadora  |
| 1998 | Globos de Oro                                      | Mejor película (drama)                                | Candidata |
| 1998 | Globos de Oro                                      | Mejor director                                        | Candidata |
| 1998 | Globos de Oro                                      | Mejor guion                                           | Candidata |
| 1998 | Globos de Oro                                      | Mejor actriz de reparto (Kim Basinger)                | Ganadora  |
| 1998 | Globos de Oro                                      | Mejor banda sonora original                           | Candidata |
| 1998 | Asociación de Críticos de Cine de Los Ángeles      | Mejor película                                        | Ganadora  |
| 1998 | Asociación de Críticos de Cine de Los Ángeles      | Mejor director                                        | Ganadora  |
| 1998 | Asociación de Críticos de Cine de Los Ángeles      | Mejor guion                                           | Ganadora  |
| 1998 | Asociación de Críticos de Cine de Los Ángeles      | Mejor fotografía                                      | Ganadora  |
| 1998 | National Society of Film Critics Awards            | Mejor película                                        | Ganadora  |
| 1998 | National Society of Film Critics Awards            | Mejor director                                        | Ganadora  |
| 1998 | National Society of Film Critics Awards            | Mejor guion                                           | Ganadora  |
| 1998 | Broadcast Film Critics Association                 | Premio de la crítica a la mejor película              | Ganadora  |
| 1998 | Broadcast Film Critics Association                 | Premio de la crítica al mejor guion                   | Ganadora  |
| 1998 | Film Critics Circle of Australia                   | Mejor película extranjera                             | Ganadora  |
| 1998 | National Board of Review                           | Mejor película                                        | Ganadora  |
| 1998 | National Board of Review                           | Mejor director                                        | Ganadora  |
| 1998 | Chicago Film Critics Association                   | Mejor película                                        | Ganadora  |
| 1998 | Chicago Film Critics Association                   | Mejor director                                        | Ganadora  |
| 1998 | Chicago Film Critics Association                   | Mejor guion                                           | Ganadora  |
| 1998 | American Society of Cinematographers               | Logro destacado en fotografía                         | Candidata |
| 1998 | Premios Eddie                                      | Película mejor editada                                | Candidata |
| 1998 | Cinema Audio Society                               | Logro destacado en sonido                             | Candidata |
| 1998 | Art Directors Guild                                | Premio a la excelencia en el diseño de producción     | Candidata |
| 1998 | Directors Guild of America                         | Logro destacado en dirección                          | Candidata |
| 1998 | Golden Reel                                        | Mejor edición de sonido (diálogo)                     | Candidata |
| 1998 | Golden Reel                                        | Mejor edición de sonido (efectos de sonido)           | Candidata |
| 1998 | Golden Reel                                        | Mejor edición de sonido (música)                      | Candidata |
| 1998 | Premios Óscar                                      | Mejor película                                        | Candidata |
| 1998 | Premios Óscar                                      | Mejor director                                        | Candidata |
| 1998 | Premios Óscar                                      | Mejor guion adaptado                                  | Ganadora  |
| 1998 | Premios Óscar                                      | Mejor actriz de reparto (Kim Basinger)                | Ganadora  |
| 1998 | Premios Óscar                                      | Mejor fotografía                                      | Candidata |
| 1998 | Premios Óscar                                      | Mejor montaje                                         | Candidata |
| 1998 | Premios Óscar                                      | Mejor sonido                                          | Candidata |
| 1998 | Premios Óscar                                      | Mejor banda sonora original (drama)                   | Candidata |
| 1998 | Premios Óscar                                      | Mejor dirección artística                             | Candidata |
| 1998 | Premio Bodil                                       | Mejor película estadounidense                         | Ganadora  |
| 1998 | Premio Chlotrudis                                  | Mejor película                                        | Ganadora  |
| 1998 | Premio Chlotrudis                                  | Mejor director                                        | Ganadora  |
| 1998 | Premio Chlotrudis                                  | Mejor guion                                           | Ganadora  |
| 1998 | Premio Chlotrudis                                  | Mejor actor (Russel Crowe)                            | Ganador   |
| 1998 | Premio Chlotrudis                                  | Mejor actor (Guy Pearce)                              | Candidato |
| 1998 | Premio Chlotrudis                                  | Mejor actor secundario (Kevin Spacey)                 | Ganador   |
| 1998 | Premio Chlotrudis                                  | Mejor fotografía                                      | Ganadora  |
| 1998 | London Critics Circle Film                         | Película del año                                      | Ganadora  |
| 1998 | London Critics Circle Film                         | Director del año                                      | Ganadora  |
| 1998 | London Critics Circle Film                         | Guionista del año                                     | Ganadora  |
| 1998 | Premios Empire                                     | Mejor actor (Kevin Spacey)                            | Ganador   |
| 1998 | Premios BAFTA                                      | Mejor película                                        | Candidata |
| 1998 | Premios BAFTA                                      | Premio David Lean al mejor director                   | Candidata |
| 1998 | Premios BAFTA                                      | Mejor guion adaptado                                  | Candidata |
| 1998 | Premios BAFTA                                      | Mejor actor principal (Kevin Spacey)                  | Candidato |
| 1998 | Premios BAFTA                                      | Mejor actriz principal (Kim Basinger)                 | Candidata |
| 1998 | Premios BAFTA                                      | Mejor fotografía                                      | Candidata |
| 1998 | Premios BAFTA                                      | Premio Anthony Asquith a la mejor música              | Candidata |
| 1998 | Premios BAFTA                                      | Mejor sonido                                          | Ganadora  |
| 1998 | Premios BAFTA                                      | Mejor montaje                                         | Ganadora  |
| 1998 | Premios BAFTA                                      | Mejor diseño de vestuario                             | Candidata |
| 1998 | Premios BAFTA                                      | Mejor peluquería/maquillaje                           | Candidata |
| 1998 | Premios BAFTA                                      | Mejor diseño de producción                            | Candidata |
| 1998 | BMI                                                | BMI Film Music Award                                  | Ganadora  |
| 1998 | Cóndor de Plata                                    | Mejor película extranjera                             | Candidata |
| 1998 | Fotogramas de Plata                                | Mejor película extranjera                             | Ganadora  |
| 1998 | Medalla del Círculo de Escritores Cinematográficos | Mejor película extranjera                             | Ganadora  |
| 1998 | Premios Edgar                                      | Mejor película                                        | Ganadora  |
| 1998 | Premios Saturn                                     | Mejor película de acción/aventuras/thriller           | Ganadora  |
| 1998 | Artios                                             | Mejor elenco en una película dramática                | Ganadora  |
| 1998 | Instituto de Cine Australiano                      | Mejor película extranjera                             | Ganadora  |
| 1998 | British Society of Cinematographers                | Mejor fotografía                                      | Ganadora  |
| 1998 | Dallas-Fort Worth Film Critics Association         | Mejor película                                        | Ganadora  |
| 1998 | Florida Film Critics Circle                        | Mejor director                                        | Ganadora  |
| 1998 | Florida Film Critics Circle                        | Mejor guion                                           | Ganadora  |
| 1998 | Nikkan Sports Film Awards                          | Mejor película extranjera                             | Ganadora  |
| 1999 | Mainichi Film Concours                             | Mejor película extranjera                             | Ganadora  |
| 1999 | Kinema Junpo                                       | Mejor película extranjera                             | Ganadora  |
| 1999 | Kinema Junpo                                       | Mejor director de una película extranjera             | Ganadora  |
| 1999 | Kinema Junpo                                       | Premio de los lectores a la mejor película extranjera | Ganadora  |
| 1999 | Premios de la Academia Japonesa                    | Mejor película extranjera                             | Ganadora  |
| 1999 | Blue Ribbon                                        | Mejor película extranjera                             | Ganadora  |